# Pselaphodes nomurai
Pselaphodes nomurai (лат.) — вид мелких коротконадкрылых жуков рода Pselaphodes из подсемейства ощупники (Pselaphinae, Staphylinidae). Название дано в честь японского энтомолога Dr. Shûhei Nomura.

## Распространение
Юго-Восточная Азия: Китай, Shaanxi, Henan.

## Описание
Мелкие жуки-ощупники, длина тела более 3,5 мм, красновато-коричневого цвета.  Отличается модифицированной булавой усика: XI-й антенномер сильно модифицированный, изогнут латерально и сильно расширен к вершине. Пронотум округлый на переднебоковых углах. Скапус без внутренней сенсорный латеральной зоны. Апикальные членики IX—XI жгутика усика увеличенные (у самцов антенномер X сильно модифицированный, а IX без дисковидного выступа около переднего края, VII-й расширенный с выступом). Второй тарзомер простой, линейный, не увеличенный. Срединная метавентральная ямка отсутствует. Нижнечелюстные щупики (по крайней мере, некоторые сегменты из группы II—IV) асимметричные, округло расширенные или слегка выступающие латерально. Голова с фронтальной ямкой. Глаза выступающие. Усики прикрепляются у переднего края головы; булава усиков 3-члениковая; скапус отчётливо длиннее педицелля. Ноги тонкие и длинные; бёдра утолщённые. В основании надкрылий по две ямки. Брюшко короткое (его длина явно меньше ширины).

## Систематика
Впервые описан в 2010 году, а его валидный статус подтверждён в ходе ревизии, проведённой в 2012 году китайскими колеоптерологами Zi-Wei Yin и Li-Zhen Li (Shanghai Normal University, Шанхай, Китай). По своим признакам наиболее близок к виду Pselaphodes miraculum и Pselaphodes walkeri.